# 日光ケミカルズ
日光ケミカルズ株式会社（にっこうけみかるず）は、東京都中央区日本橋馬喰町に本社を置く企業である。
創業当初より化粧品原料の取り扱いを始める。現在は主に界面活性剤、化粧品原料の開発・製造・販売を行っている。
2012年、ヘアケア向け化粧品原料に従来より高濃度のUV吸収剤を配合することに成功したと発表した。また、植物由来原料のみを用いた「環境配慮型化粧品原料」を開発し注目されている。

## 沿革
- 1946年- 有限会社アサヒ商会として創業。
- 1949年- 株式会社日光商会に改組。
- 1964年- 日光ケミカルズ株式会社に改称。
- 1970年- 東京都板橋区蓮根にニッコールテクニカルセンターおよび物流管理センターを設置。
- 1989年- かながわサイエンスパーク（川崎市高津区）に製剤開発センターを開設。
- 1994年- 栃木県大田原市に那須事業所を新設し、小台工場を移転。
- 2005年- 日光ケミカルズ株式会社上海代表処設立。
- 2007年- 日光化学貿易（上海）有限公司設立。
- 2009年- シンガポールジュロン工業団地にNIKKO CHEMICALS SINGAPORE設立。上海市成都北路に海外初となる開放研究室をオープン。